# 카리알라 삼림유격대
카리알라 삼림유격대(핀란드어: Karjalan metsäsissit 카랼란 메채시시트[*])는 1920년 타르투 조약 이후 동카리알라의 레폴라, 포래얘르비에서 핀란드에 합치고 싶어한 주민들이 결성한 반소 저항운동 조직이다. 핀란드 시민위병(백위대)들도 여럿 건너와 이들에게 합세했다. 이들과 소련 사이의 분쟁을 동카리알라 봉기라고 한다. 삼림유격대는 2,000 여명 정도였고, 1921년이 되면 상당한 면적의 땅을 확보했다. 하지만 1922년이 되면 거의 소련에 진압되어 대부분의 삼림유격대는 핀란드 땅으로 도망갔다.

## 같이 보기
- 숲의 형제들
- 민족 전쟁 (핀란드)